# Templo de Nuestra Señora del Pilar (Guadalajara, Jalisco)
El Templo de Nuestra Señora del Pilar es un edificio católico de la ciudad de Guadalajara, ubicada en el centro del estado de Jalisco, México. Su construcción inició en 1718 y finalizó en 1720, mandado a construir con un estilo neoclásico por el obispo Manuel Mimbela. El templo es catalogado como monumento histórico por el Instituto Nacional de Antropología e Historia (INAH) para su preservación. Actualmente pertenece a la Parroquia del Sagrario Metropolitano de la Arquidiócesis de Guadalajara.

## Historia
Con la expansión de Guadalajara hacia el suroeste, el obispo Manuel Mimbela ordenó la construcción de una parroquia para servir a la gente de esa zona que luego sería conocida como el barrio del Carmen. Terminada su construcción en 1720 en tan solo dos años, fue una parroquia muy sencilla que tenía un jardín que servía como su atrio. Ésta desapareció cuando se inició la construcción de un nuevo templo por iniciativa del vicario encargado del templo. El nuevo templo fue dedicado en 1882 por el arzobispo Pedro Loza y Pardavé. En 1885 se mandó estucar los altares, construir el baptisterio y reedificar la capilla de San Nicolás de Bari. Existía en el templo un órgano verde que era cariñosamente llamado «el Nopalito» por los tapatíos, la cual fue reemplazada por una eléctrica en 1930. El 24 de agosto de 1931 durante la guerra Cristera detractores de la iglesia intentaron destruir la imagen de Nuestra Señora de Zapopan pero se salvó gracias a ser cubierta de flores y sacada del templo que visitaba.
Una peculiaridad del templo es que es el único lugar en Guadalajara donde aún se celebra la misa tridentina. La misa en latín sigue los ritos latinos que fueron usados por la iglesia por siglos desde el Concilio de Trento en 1570 hasta el Concilio Vaticano II en 1962. Después de 1962 empezó a usarse el español en las iglesias mexicanas. También se caracteriza por el sacerdote viendo hacia el Cristo crucificado, para así celebrar la misa en la misma orientación que los feligreses. Desde 2009 está ubicada ahí la división local de la Fraternidad Sacerdotal de San Pedro llamada Cuasi Parroquia de San Pedro en Cadenas. Como una orden internacional muchos de los pastores del templo son extranjeros que estudiaron en un seminario localizado en Denton, Nebraska.

## Arquitectura
El templo tiene una fachada neoclásica de cantera amarilla dividida en tres cuerpos. El cuerpo inferior tiene dos columnas de cantera rosa y dos pilastras con capiteles del orden dórico que forman tres arcos de medio punto que sostienen un friso. Hay tres entradas, una principal y dos para las capillas de San Nicolás de Bari y María Reparadora, esta última siendo restaurada por el arquitecto Ignacio Díaz Morales. El cuerpo medio tiene tres nichos del orden jónico con estatuas de la Virgen del Pilar, de Santa Ana y San Joaquín. El cuerpo superior tiene cuatro del orden corintio que forman tres arcos de medio punto. La fachada es rematada con un ático de forma de tímpano con un monograma de María. Es un templo de una nave con cinco bóvedas de arista de cantera. Al fondo tiene con un ábside elevado y cuenta con un tragaluz para el presbiterio. Sus cuatro altares laterales son dedicadas a la Virgen de Guadalupe, a la Virgen del Refugio a San José y por último a María Auxiliadora y a San Juan Bosco. El altar mayor es de mármol de Carrara y alberga a la imagen de la Virgen del Pilar.
Su pórtico fue diseñado por el arquitecto Manuel Gómez Ibarra, cuyas obras en la Guadalajara destacan el Hospicio Cabañas, las torres de la catedral, el Panteón de Belén y el Santuario de San José de Gracia.